# Richard Arundell
Pour les articles homonymes, voir Richard Arundell (1er baron Arundell de Trerice) et Arundell.
Richard Arundell (c. 1696 – 20 janvier 1758) est un courtisan, administrateur et homme politique anglais qui siège à la Chambre des Communes de 1720 à 1758.

## Biographie

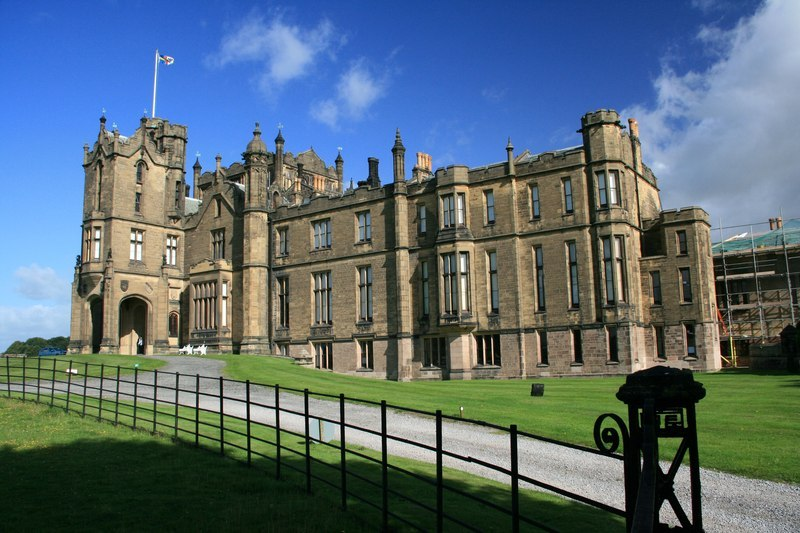
Château d'Allerton, demeure d'Arundell dans le Yorkshire

Il est le deuxième fils de John Arundell (2e baron Arundell de Trerice) et de sa seconde épouse, Barbara, la veuve de Richard Mauleverer, 4e baronnet, de Allerton Mauleverer, dans le Yorkshire. Il hérite de Allerton Mauleverer en 1721.
Il est un page de la Reine Anne de 1707 à 1714. Avec le patronage de son ami le comte de Burlington il est élu à l'unanimité en tant que député pour Knaresborough lors d'une élection partielle le 16 avril 1720. Il conserve le siège sans opposition jusqu'à sa mort en 1758. En 1726, il est nommé au Bureau des Travaux par Robert Walpole, occupant le poste jusqu'en 1737, quand il accepte la place plus lucrative de Maître de l'hôtel de la monnaie (jusqu'en 1744). Il est également Arpenteur du Roi pour les Routes de 1731 à 1744.
En 1744, le Premier Ministre Henry Pelham (son beau-frère) le nomme Lords du Trésor, puis Trésorier de la Chambre en 1746, un poste qu'il occupe jusqu'en 1755. Il est également récompensé en 1748 par la sinécure de Greffier des finances. En 1740, il devient membre de la Royal Society.
Arundell est mort sans enfants, le 20 janvier 1758. Il épouse Frances Manners, la fille de John Manners (2e duc de Rutland) en août 1732.